# Приворотень притуплений
{{#ifeq:0|0|{{#if:Alchemilla obtusa|{{#if:|[[]}}|[[]]}}}}
Приворотень притуплений (Alchemilla obtusa) — вид квіткових рослин родини трояндових (Rosaceae).

## Біоморфологічна характеристика
Багаторічна пучкова гола трав'яниста рослина жовтувато-сіро-зеленого кольору, листя пізніше часто червоніє. Приземні листки жорсткі, округло ниркоподібні, поділені на лопаті лише на 1/6–1/3, з широко відкритим базальним зрізом; лопаті широкі й зубчасті; листкові ніжки волосисті. Чашолистки від трикутних до яйцюватих; віночок відсутній; тичинок 4, пилок не розвивається.

## Поширення
Євразія: Австрія, Болгарія, Франція, Німеччина, Італія, Казахстан, Киргизстан, Швейцарія, Таджикистан, Західний Сибір, Словенія, Македонія.
В Україні росте у Карпатах (Ґорґани, Свидовець, Чорногора, Чивчино-Гринявські гори) — на високогірних луках, рідко; однак рослини з Українських Карпат відрізняються від типової A. obtusa Buser.